# Kisdebrecen
1909-ig ez volt a neve Szamosdebrecennek is!
Kisdebrecen (románul: Dumbrava, korábban Dobriținaș vagy Dobrițel) falu Romániában, Erdélyben, Máramaros megyében.

## Fekvése
Magyarlápostól három kilométerrel északra, kb. 350 méteres tengerszint feletti magasságban fekszik.

## Nevének eredete
Neve mindenképp összefügg Debrecen részleteiben tisztázatlan eredetű nevével. A Kádár József idején állítólag még élt hagyomány szerint a Mikó és Fábián család ősei Debrecenből költöztek volna ide, innen kapta nevét. 1584-ben Debreczen, 1598-ban Kis-Debreczen, 1631-ben Oláh-Debreczen néven írták. Mai, 'liget' jelentésű román neve mesterséges névadású, a korábbi Dobriținaș helyett (amely szintén Debrecenre utal – Dobrițin az alföldi város román neve).

## Története
1553 és 1584 között jött létre. A 17. század elején elpusztult, majd magyarláposi magyarokkal, máramarosi és környékbeli románokkal települt újra. 1750-ben 24 jobbágy, két zsellér és két kóbor családfő lakta. Terméketlen határa miatt lakói Désaknáról Szilágysomlyóig sót szállítottak, és főként szarvasmarhát tenyésztettek. Legnagyobb birtokosa a 19. század végén az Eszterházy család volt. Belső-Szolnok, 1876-tól Szolnok-Doboka vármegyéhez tartozott.
1910-ben 261 lakosából 250 volt román és 8 magyar anyanyelvű; 245 ortodox, 7 református és 6 görögkatolikus vallású.
2002-ben 247 román nemzetiségű lakosából 240 volt ortodox vallású.

## Nevezetességek
- Ortodox fatemploma 1860-ban épült.